# Kris Kristofferson

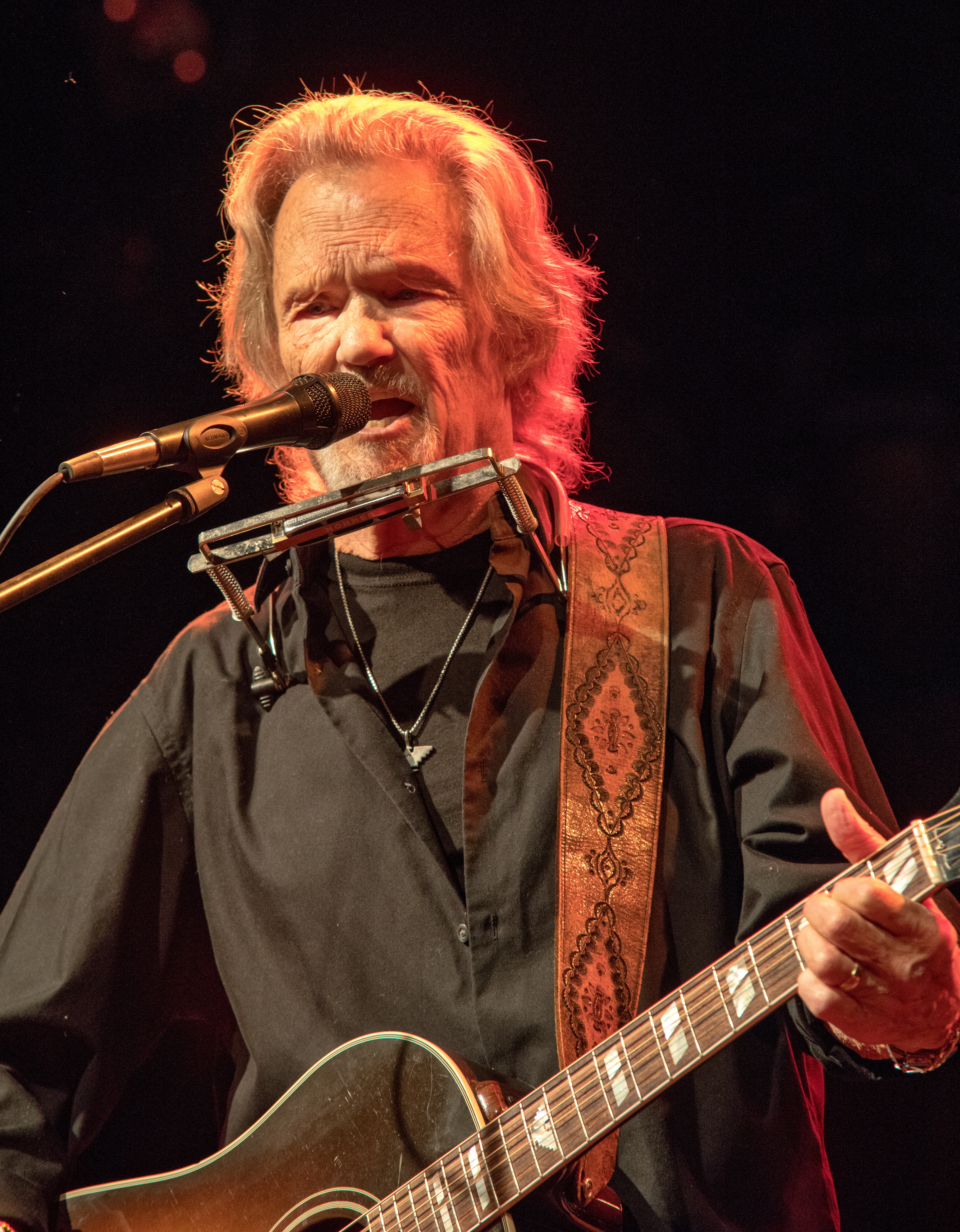
Kris Kristofferson på Tält Music Festival 2017 i Freiburg, Tyskland.

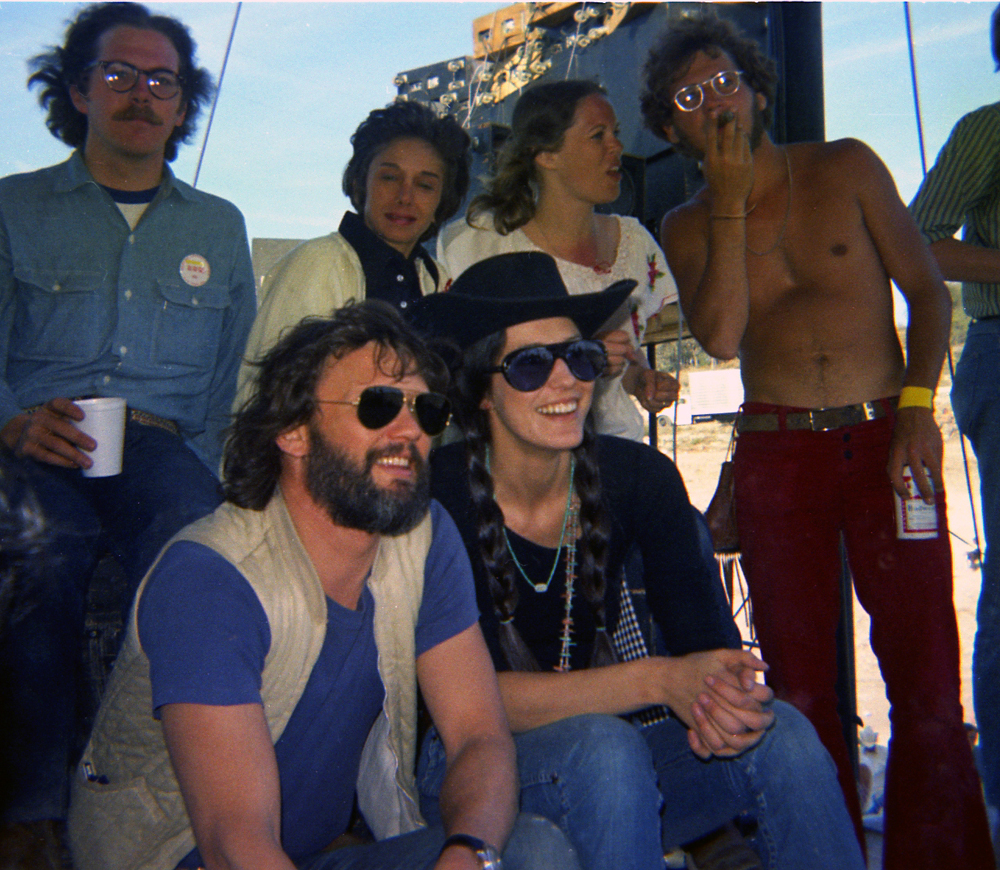
Kris Kristofferson tillsammans med Rita Coolidge 1972.

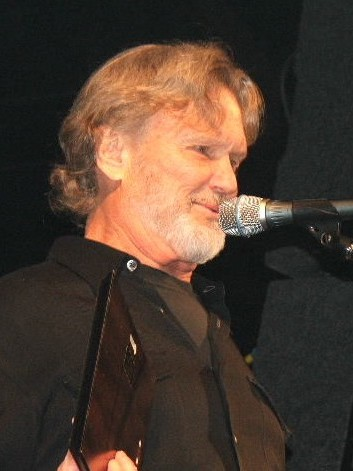
Kris Kristofferson 2006.

Kristoffer "Kris" Kristofferson, född 22 juni 1936 i Brownsville, Texas, död 28 september 2024 i Hāna på Maui, Hawaii, var en amerikansk countrysångare, låtskrivare, gitarrist och skådespelare.
Kris Kristofferson är känd för låtar som "Me and Bobby McGee", vilken även Janis Joplin hade en stor hit med, "Help Me Make It Through the Night" och "Sunday Mornin' Comin' Down". Kristofferson har varit medlem i The Highwaymen. 
Skådespelarkarriären inleddes redan på 1970-talet då han medverkade i bland annat Alice bor inte här längre, En stjärna föds och Konvoj. På 1990-talet fick han ett uppsving igen med filmer som Lone Star, Blade och The Jacket (2005).

## Biografi
Kristofferson var son till Lars Henry Kristofferson, som var officer (generalmajor) i USA:s flygvapen och Mary Ann, född Ashbrook. Farfadern Lars Kristoffersson, född 1879 i byn Nås i Dalarna, död 1967, var korpral och utvandrade till Amerika 1905, liksom farmodern Elin Karolina Johansson (1876–1963), som var från Forsvik i Västergötland.

### Tidig musikkarriär
Kristofferson flyttade till Nashville 1965, efter att ha avslutat sin militära karriär för att försöka bli en professionell låtskrivare. Han arbetade med ett antal udda jobb medan han försökte slå igenom inom musikbranschen. Han tyngdes även av kostnaderna för sin sons sjukdom, och Kris och hans hustru skilde sig snart.
När han arbetade med att svabba golven i Columbia Studios i Nashville träffade han Johnny Cash, som tog emot några av hans sånger men inte ägnade dem något större intresse. Under Kristoffersons tid som städare på Columbia Studios spelade Bob Dylan in sin klassiska Blonde on Blonde (1966). Trots att Kristofferson kunde titta på några av inspelningarna träffade han aldrig Dylan eftersom han var rädd att få sparken om han gick fram till honom. Kristofferson arbetade också som helikopterpilot och flera av hans låtar kom till under väntetiden mellan olika flygningar.
År 1966 släppte Dave Dudley en framgångsrik singel skriven av Kristofferson, "Viet Nam Blues". Följande år skrev Kristofferson på för Epic Records och släppte en singel "Golden Idol"/"Killing Time", men den blev inte någon framgång. Under de följande åren gick fler låtar skrivna av Kristofferson upp på listorna, framförda av Roy Drusky ("Jody and the Kid"), Billy Walker & the Tennessee Walkers ("From the Bottle to the Bottom"), Ray Stevens ("Sunday Mornin' Comin' Down"), Jerry Lee Lewis ("Once More with Feeling") Faron Young ("Your Time's Comin'") och Roger Miller ("Me and Bobby McGee", "Best of all Possible Worlds", "Darby's Castle"). Hans egna framträdanden fick också uppmärksamhet mycket tack vare att Johnny Cash presenterade honom på Newport Folk festival. Han hade fått Cash uppmärksamhet när han landade sin helikopter i Cash trädgård och gav honom några band.
Hans debutalbum Kristofferson kom 1970. Det innehöll några nya sånger och några av hans tidigare hits. Försäljningen blev svag, men följande år släpptes albumet på nytt under namnet Me & Bobby McGee. Kristoffersons kompositioner var fortfarande efterfrågade. Ray Price ("For the Good Times"), Waylon Jennings ("The Taker"), Bobby Bare ("Come Sundown"), Johnny Cash ("Sunday Morning Coming Down") och Sammi Smith ("Help Me Make It Through the Night") hade alla framgångsrika versioner av hans låtar i början på 1970-talet. "For the Good Times" (Ray Price) vann årets låt 1970 vid Academy of Country Music, medan "Sunday Morning Coming Down" (Johnny Cash) vann samma pris vid Country Music Association samma år. Detta är enda gången någon har vunnit samma pris från dessa två rivaliserande organisationer samma år för olika låtar.
År 1971 hade Janis Joplin, som hade ett förhållande med Kris till sin död, en listetta med "Me and Bobby McGee", skriven av Kristoffersson, från hennes postuma album Pearl. Denna version är den mest kända och den stannade i topp på listorna i flera veckor och det är denna version som finns med på Rolling Stones lista över 500 bästa låtarna. Fler hits följde från andra musiker: Ray Price ("I Won't Mention It Again", "I'd Rather Be Sorry"), Joe Simon ("Help Me Make It Through the Night"), Bobby Bare ("Please Don't Tell Me How the Story Ends"), O.C. Smith ("Help Me Make It Through the Night") Jerry Lee Lewis ("Me and Bobby McGee"), Patti Page ("I'd Rather Be Sorry") och Peggy Little ("I've Got to Have You"). Kristofferson släppte sitt andra album The Silver Tongue Devil and I 1971, där han befäste sin plats som en artist på egen hand. Kort därefter gjorde Kristofferson sin skådespelardebut i The Last Movie (regi Dennis Hopper) och framträdde på festivalen i Isle of Wight. År 1972 medverkade han i filmen Cisco Pike och släppte sitt tredje album Border Lord. Albumet innehöll bara nytt material och försäljningen gick trögt. Men det året hade han många nomineringar och flera vunna Grammies. Senare 1972 släppte han sitt fjärde album Jesus Was a Capricorn, där försäljningen återigen gick trögt, men den tredje singeln "Why Me" blev en hit och höjde drastiskt albumförsäljningen.

### Filmkarriär
Under de följande åren fokuserade Kristofferson sig på skådespelandet. Han medverkande i Blume in Love (1973, regi Paul Mazursky) och Pat Garrett och Billy the Kid (1973, regi Sam Peckinpah) och han gifte sig med Rita Coolidge under 1973. Med henne släppte han samma år albumet Full Moon, som blev en framgång som drevs på av många hit-singlar och Grammy-nomineringar. Men hans femte album Spooky Lady's Sideshow (1974) blev ett kommersiellt misslyckande. Artister som Ronnie Milsap och Johnny Duncan fortsatte att spela in Kristoffersons material med stor framgång, men hans egen karriär hade nästan helt stannat av. Han fortsatte att medverka i filmer, till exempel Jakten på Alfredo Garcias huvud (1974), Konvoj (ännu en film av Sam Peckinpah som hade premiär 1978), Alice bor inte här längre (1974), Vigilante Force (1976, totalförbjuden för biografvisning i Sverige), Sjömannen som kom med kärleken (1976, baserad på Yukio Mishima roman The Sailor Who Fell from Grace with the Sea) och En stjärna föds (1976, med Barbra Streisand). 
Trots hans framgångar med Streisand var Kristoffersons karriär på väg utför. Hans nionde album Shake Hands With the Devil (1979) tog sig inte ens in på listorna. Hans nästa film Freedom Road (1979) gick inte upp på biograferna i USA. Han och Rita Coolidge skilde sig 1980. Under tiden tog fler artister hans sånger till toppen av listorna, däribland Willie Nelson vars Willie Nelson Sings Kris Kristofferson var en stor succé. Kristoffersons nästa film var Heaven's Gate (1980) som blev ett kvalificerat misslyckande och Kristofferson fick priset som sämste skådespelare i Golden Raspberry Awards.

### Senare karriär
År 1982 deltog Kristofferson i samlingsalbumet The Winning Hand tillsammans med Willie Nelson, Dolly Parton och Brenda Lee. Albumet blev en framgång i country-världen men inte i mainstream-sammanhang. Han gifte sig igen och koncentrerade sig på filmer ett tag och var med i The Lost Honor of Kathryn Beck (1984), Flashpoint (1984) och Songwriter (1984). I den senare medverkade även Willie Nelson. Kristofferson blev nominerad till en Oscar för bästa musik. Music from Songwriter (1984, ett album med duetter mellan Nelson och Kristofferson) blev en stor country-framgång.
Nelson och Kristofferson fortsatte sitt samarbete, nu tillsammans med Waylon Jennings och Johnny Cash som bildade supergruppen The Highwaymen. Deras första album, Highwayman (1985), var en stor framgång och de fortsatte att jobba tillsammans för en tid. År 1985 medverkade Kristofferson i Trouble in Mind och släppte Repossessed, ett politiskt influerat album, som bland annat innehöll "They Killed Him" (också framförd av Bob Dylan), en hyllning till hans hjältar Mahatma Gandhi, Martin Luther King och Jesus. 
Kristoffersons solokarriär försämrades markant i början på 1990-talet, trots att han fortfarande hade framgångar med The Highwaymen. Lone Star (1996) återupplivade hans skådespelarkarriär och han medverkade i bland annat Blade (1998), Blade II (2002), Blade: Trinity (2004), A Soldier's Daughter Never Cries (1998), Fire Down Below (1997), Tim Burtons nyinspelning av Apornas planet (2001), Chelsea Walls (2001), Payback (1999), The Jacket (2005) och Fast Food Nation (2006).
Kristofferson valdes in i Songwriters Hall of Fame 1985 och i Nashville Songwriters Hall of Fame 1977. År 1999 släpptes albumet The Austin Sessions, ett album där Kristofferson omarbetade några av sina favoritsånger med hjälp av Mark Knopfler, Steve Earle och Jackson Browne. År 2004 valdes han in i Country Music Hall of Fame. År 2006 mottog han Johnny Mercer Award och släppte sitt första album med nytt material på elva år, This Old Road. I april 2007 mottog Kristofferson Johnny Cash Visionary Award. Priset delades ut i Nashville av Johnny Cashs dotter Rosanne Cash.

### Privatliv
Kris Kristofferson var gift tre gånger och fick åtta barn. År 1960 gifte han sig med Frances Beer som han hade varit ett par med sedan skoltiden. Tillsammans fick de två barn och skilde sig 1969. År 1973 gifte han sig med sångerskan Rita Coolidge som han fick en dotter med innan de skilde sig 1980. År 1983 gifte sig Kristofferson med hårstylisten Lisa Meyers. Tillsammans fick de fem barn och var gifta fram till hans död 2024. Familjen var bosatt i Hawaii.

## Diskografi i urval
Album
- 1970 – Kristofferson (återutgavs 1971 som Me & Bobby McGee)
- 1971 – The Silver Tongued Devil and I
- 1972 – Border Lord
- 1972 – Jesus Was a Capricorn
- 1973 – Full Moon (med Rita Coolidge)
- 1974 – Spooky Lady's Sideshow
- 1974 – Breakaway (med Rita Coolidge)
- 1975 – Who's to Bless and Who's to Blame
- 1976 – Surreal Thing
- 1978 – Easter Island
- 1979 – Natural Act (med Rita Coolidge)
- 1979 – Shake Hands With the Devil
- 1981 – To the Bone
- 1986 – Repossessed
- 1990 – Third World Warrior
- 1992 – Live at the Philharmonic
- 1995 – A Moment of Forever
- 1999 – The Austin Sessions
- 2003 – Broken Freedom Song: Live from San Francisco
- 2006 – This Old Road
- 2006 – Live from Austin, Texas
- 2009 – Closer to the Bone
- 2012 – Feeling Mortal

## Filmografi i urval
- 1971 – Den sista filmen
- 1973 – Pat Garrett och Billy the Kid
- 1973 – Blume in Love
- 1974 – Jakten på Alfredo Garcias huvud
- 1974 – Alice bor inte här längre
- 1976 – Sjömannen som kom med kärleken
- 1976 – Vigilante Force
- 1976 – En stjärna föds
- 1977 – Bara tre kan leka så...
- 1978 – Konvoj
- 1980 – Heaven's Gate
- 1984 – The Lost Honor of Kathryn Beck (TV-film)
- 1984 – Songwriter
- 1984 – Flashpoint
- 1985 – Trouble in Mind
- 1988 – Dead or Alive
- 1989 – Millennium[9]
- 1996 – Lone Star
- 1997 – Fire Down Below
- 1998 – Blade
- 1998 – A Soldier's Daughter Never Cries
- 1999 – Payback
- 2001 – Apornas planet
- 2001 – Chelsea Walls
- 2002 – D-Tox
- 2002 – Blade II
- 2004 – Blade: Trinity
- 2005 – The Jacket
- 2005 – The Wendell Baker Story
- 2005 – Dreamer: Inspired by a True Story
- 2006 – Fast Food Nation
- 2009 – Dumpa honom!
- 2009 – Powder Blue
- 2010 – Fallout: New Vegas (röst i dataspel)
- 2011 – Dolphin Tale
- 2012 – The Motel Life
- 2014 – 7 Minutes